# Munroe Hunsicker
Munroe Hunsicker (1980) è un ex sciatore alpino canadese.

## Biografia
Hunsicker, attivo dal dicembre del 1995, in Nor-Am Cup esordì il 5 dicembre 1996 a Lake Louise in discesa libera (51º), ottenne il miglior piazzamento il 26 febbraio 1999 a Sugarloaf in supergigante (16º) e prese per l'ultima volta il via il 29 marzo successivo a Mount Norquay in slalom gigante (34º). Si ritirò all'inizio della stagione 2000-2001 e la sua ultima gara fu uno slalom gigante FIS disputato il 19 dicembre a Panorama; non debuttò in Coppa del Mondo né prese parte a rassegne olimpiche o iridate.

## Palmarès

### Nor-Am Cup
- Miglior piazzamento in classifica generale: 57º nel 1999

### Campionati canadesi
- 1 medaglia:
  - 1 oro (slalom speciale nel 1999)